# Nebelhorn
Le Nebelhorn (littéralement Pointe du brouillard) est un sommet des Alpes, à 2 224 m d'altitude, dans les Alpes d'Allgäu, et en particulier dans le groupe de Daumen, en Allemagne (Bavière).

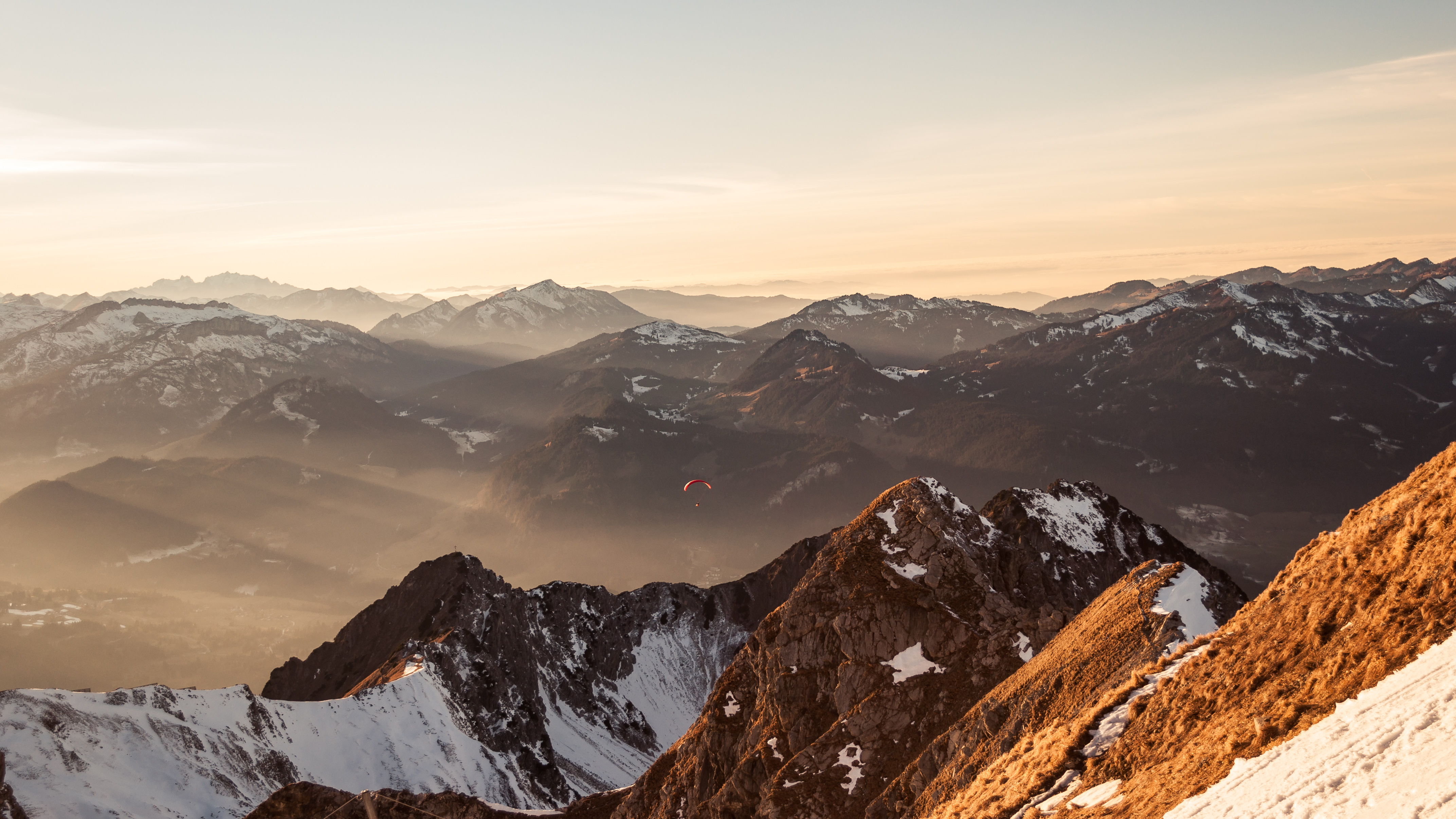
Vue depuis le Nebelhorn, avec un parapentiste au centre.